# Mártir cristiano

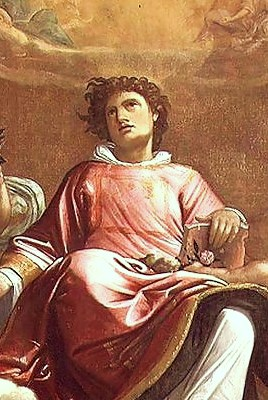
San Esteban, que murió lapidado, fue el primer mártir cristiano. Cuadro de Giacomo Cavedone.

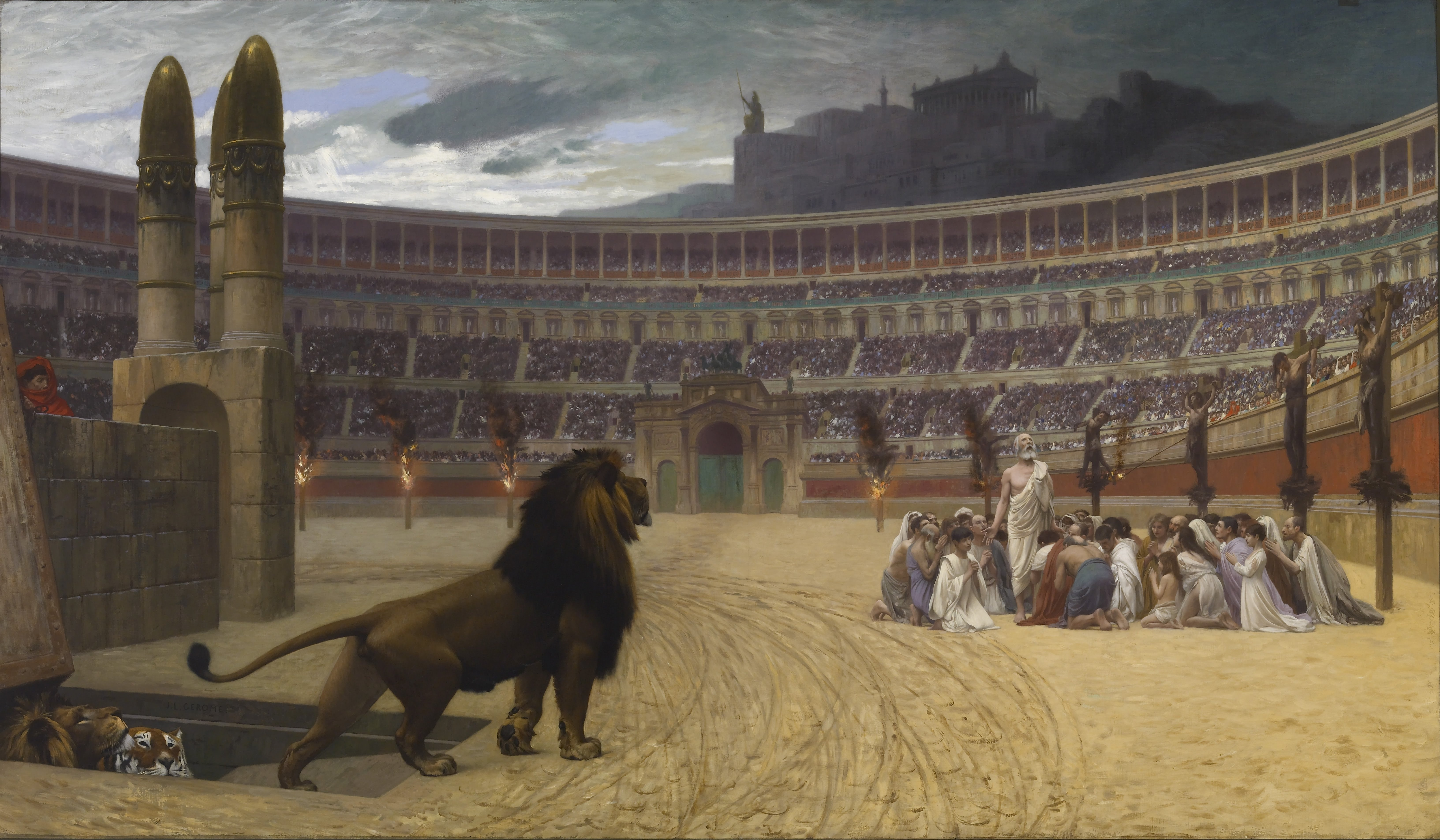
La última oración de los mártires cristianos, cuadro de 1883 de Jean-Léon Gérôme.

Un mártir cristiano es una persona que muere debido al testimonio de su fe en Cristo.
En los años de la iglesia primitiva, ocurría frecuentemente por lapidación, crucifixión, quema en la hoguera u otras formas de tortura y pena de muerte.
En un primer momento, el término se aplicaba a los apóstoles. Pero una vez que los cristianos comenzaron a sufrir persecución, el término se aplicó a aquellos que sufrían penalidades por su fe. Finalmente, se restringió a aquellos que habían sido asesinados por su fe. El período del Cristianismo primitivo antes de Constantino I fue la 'Era de los mártires'. Los primeros cristianos veneraron a sus mártires como poderosos intercesores, y sus palabras eran atesoradas como inspiradas por el Espíritu Santo.

## Etimología

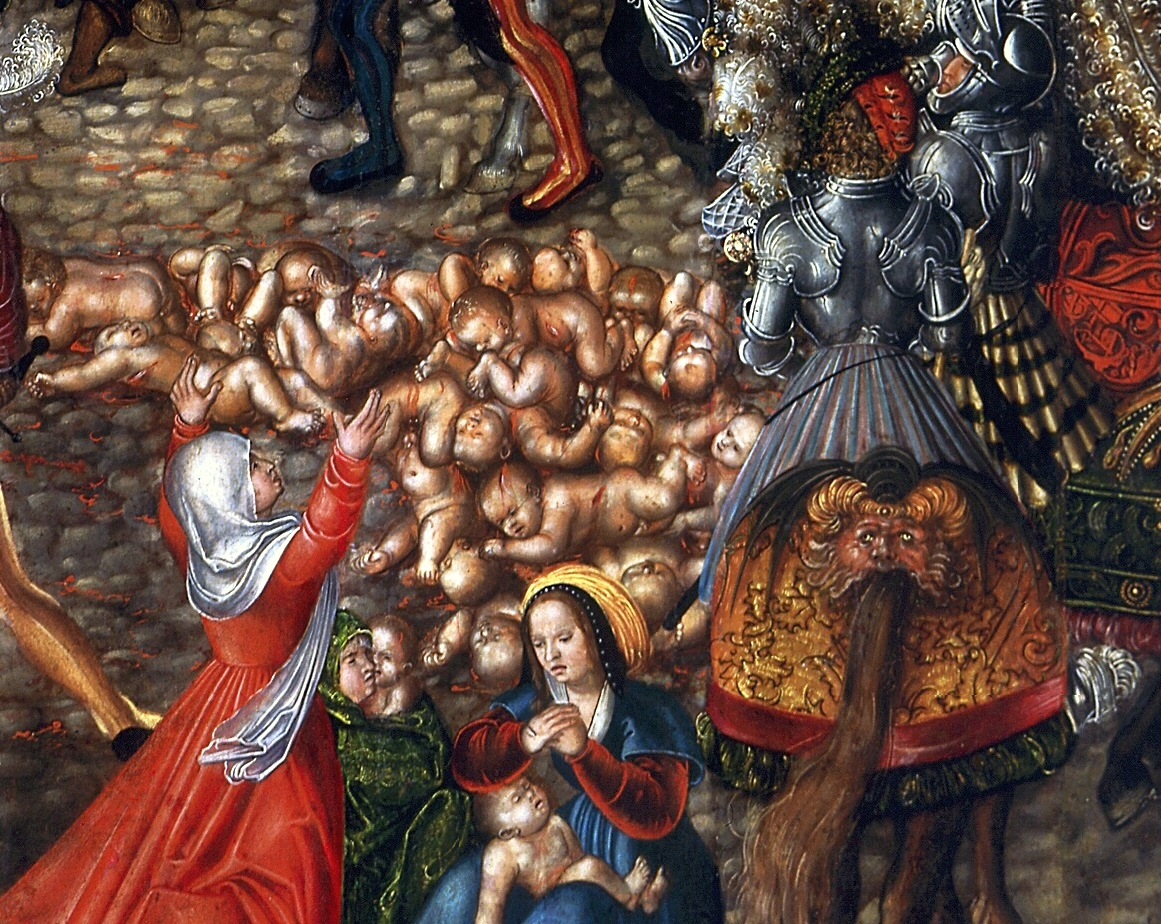
Matanza de los Inocentes (detalle) de Lucas Cranach el Viejo (c. 1515), Museo Nacional de Varsovia.

La palabra 'mártir', que proviene del koiné μάρτυς (mär-tüs), mártys, que significa 'testigo' o 'testimonio', se utilizaba principalmente, en griego no bíblico, en un contexto legal. Era usada por una persona que testifica de un hecho del que tiene conocimiento basado en su observación personal. 
Cuando se utilizaba en un contexto no legal, también puede significar una proclamación de que el orador piensa que está en lo cierto. Aristóteles utilizaba el término para observaciones, pero también para juicios éticos y expresiones de convicción moral que no se pueden observar empíricamente. Hay varios ejemplos en los que Platón usa el término para indicar 'testimonio de la verdad', incluso en su diálogo Las Leyes.
Es en este sentido que el término aparece por primera vez en el Libro de los Hechos, en referencia a los Apóstoles como 'testigos' de todo lo que habían observado en la vida pública de Cristo. En Hechos 1:22, Pedro, dirigiéndose a los apóstoles y discípulos con respecto a la elección de un sucesor de Judas, emplea el término con este significado: 'desde que fue bautizado por Juan hasta que subió al cielo. Es necesario, pues, que uno de ellos sea agregado a nosotros, para que junto con nosotros dé testimonio de que Jesús resucitó'.
Los apóstoles, desde el principio, hicieron frente a graves peligros hasta que, finalmente, casi todos sufrieron la muerte por sus convicciones. Durante la vida de los apóstoles, el término mártires se usó en el sentido de un testigo que en cualquier momento podría ser llamado a negar lo que él testificó, bajo pena de muerte. Desde esta etapa, la transición fue fácil para llegar al significado ordinario del término, como se usa desde entonces en la literatura cristiana: un mártir, o testigo de Cristo, es una persona que sufre la muerte antes de negar su fe. San Juan, a finales del siglo I, emplea la palabra con este significado. La distinción entre mártires y confesores de la fe se puede rastrear hasta finales del siglo II: solo eran mártires los que sufrieron la pena máxima, mientras que el título de confesores se otorgaba a los cristianos que demostraban su disposición a morir por su creencia y soportaron con valentía su encarcelamiento o tortura, pero no llegaron a ser ejecutados. Sin embargo, el término mártir todavía se aplicó a veces durante el siglo III a personas que aún vivían, como, por ejemplo, Cipriano, pero también a varios obispos, sacerdotes y laicos que fueron condenados penalmente a las minas.

## Origen

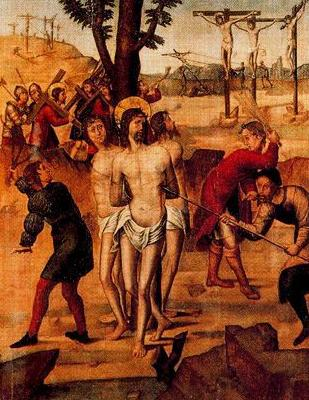
Martirio de San Acacio. Tríptico del de un pintor anónimo de Toledo. Museo del Prado.

El martirio religioso es considerado una de las contribuciones más significativas del judaísmo del Segundo Templo a la civilización occidental. Se cree que el concepto de muerte voluntaria para Dios se desarrolló a partir del conflicto entre el rey Antíoco IV Epífanes y el pueblo judío. 1 Macabeos y 2 Macabeos relatan numerosos martirios sufridos por judíos que se resistían a la helenización de sus señores seléucidas, siendo ejecutados por delitos como observar el Sabbath, circuncidar a sus hijos o negarse a comer carne de cerdo o carne sacrificada a dioses extranjeros. Con pocas excepciones, esta suposición se ha mantenido desde el período cristiano primitivo hasta nuestros días, y aceptada tanto por judíos como por cristianos.
Para Daniel Boyarin, existen dos tesis principales con respecto a los orígenes de la martirología cristiana, que son la tesis de Frend y la tesis de Bowersock. Boyarin caracteriza el punto de vista de Frend como que el martirio se originó en las raíces del judaísmo y el martirio cristiano solo sería la continuación de esa práctica y solo así puede entenderse. Frend caracteriza al judaísmo como 'una religión del martirio' y que fue esa 'psicología judía del martirio' la que inspiró el martirio cristiano. Para Frend, en los dos primeros siglos existía una tradición pagana del autosacrificio por una causa, una preparación, si fuese necesaria para desafiar a un gobernante injusto, al tiempo que coexistía con el que se estaba desarrollando el concepto cristiano del martirio, heredado del judaísmo.
En contraste con la hipótesis de Frend, Boyarin describe el punto de vista de Bowersock para el que el martirologio cristiano no tuvo nada que ver con la práctica judía, sino que fue una práctica que creció en un entorno cultural romano, que posteriormente sería tomada en préstamo por los judíos. Bowersock sostiene que la tradición cristiana del martirio provino de la cultura urbana del Imperio Romano, especialmente en Asia Menor, pues estaba sólidamente anclada en la vida cívica del mundo grecorromano del imperio, en sus grandes espacios urbanos y espectáculos públicos, dependiendo de los rituales urbanos del culto imperial y de los protocolos interrogatorios de los magistrados locales y provinciales. Las prisiones y los burdeles de las ciudades brindaban más oportunidades para mostrar la fe del mártir.
Boyarin señala que, a pesar de la aparente oposición de las dos tesis, ambos argumentos se basan en el supuesto de que el judaísmo y el cristianismo eran ya dos religiones separadas y distintas. Desafía esa suposición y argumenta que el martirio fue, de alguna forma, parte integral del proceso de creación del judaísmo y el cristianismo como entidades distintas.

## Teología

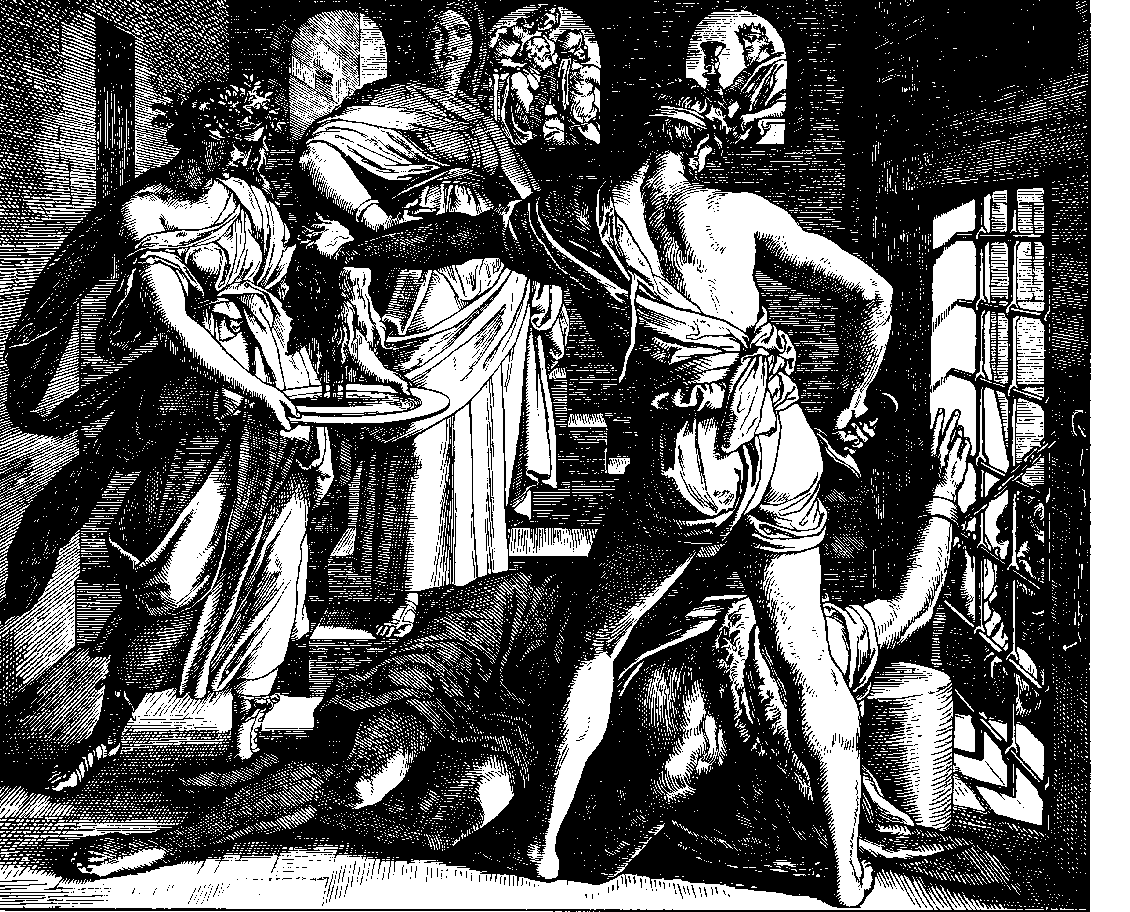
Decapitación de Juan el Bautista de Julius Schnorr von Carolsfeld, 1860.

Tertuliano, uno de los Padres de la Iglesia del siglo II escribió que la sangre de los mártires es la semilla de la Iglesia, lo que implica que el sacrificio voluntario de la vida de los mártires lleva a la conversión de los demás.
La era de los mártires también obligó a la Iglesia a enfrentarse a problemas teológicos, como la respuesta adecuada para aquellos cristianos que perdieron y renunciaron a la fe cristiana para salvar sus vidas: ¿se les permitiría regresar a la Iglesia? Algunos opinaron que no deberían, mientras que otros dijeron lo contrario. Al final, se acordó permitirles regresar después de un período de penitencia. La readmisión de los lapsi se convirtió en un momento definitorio en la Iglesia porque permitió el sacramento del arrepentimiento y su readmisión en la Iglesia a pesar de los problemas del pecado. Esto provocó los cismas donatistas y novacionistas.
El martirio por la fe ... se convirtió en un elemento central de la experiencia cristiana. Las nociones de persecución por parte del 'mundo'... están muy arraigadas en la tradición cristiana. Para los evangélicos que leen el Nuevo Testamento como una historia infalible de la iglesia primitiva, el entendimiento de que para ser un cristiano debes ser perseguido es obvio, si no ineludible.
En las epístolas paulinas se encuentra que: 'vivir fuera de Cristo es morir, y morir en Cristo es vivir'. En Ad Martyras, Tertuliano señala que algunos cristianos deseaban con impaciencia el martirio (et ultro appetita).
Las homilías de los mártires fueron escritas en griego antiguo por autores como Basilio de Cesarea, Gregorio de Nisa, Asterio de Amasea, Juan Crisóstomo o Hesiquio de Jerusalén. Estas homilías formaban parte de la tradición hagiográfica de santos y mártires. Esta experiencia, y los mártires y apologistas asociados, tendrían consecuencias históricas y teológicas significativas para el desarrollo de la fe. Entre otras cosas, la persecución provocó la devoción de los santos, facilitó el rápido crecimiento y la difusión del cristianismo y provocó diferentes defensas y explicaciones del cristianismo (las 'apologías') y, en consecuencia, planteó cuestiones fundamentales sobre la naturaleza de la Iglesia.